# Militair ordinariaat (Verenigde Staten)
Het militair ordinariaat in de Verenigde Staten (Latijn: Fœderatarum Civitatum Americæ Septemtrionalis; Engels: Archdiocese for the Military Services, USA) is een militair ordinariaat van de Rooms-Katholieke Kerk.

## Organisatie
Het ordinariaat is verantwoordelijk voor de zielzorg van de tot de Rooms-Katholieke Kerk behorende militairen van de Amerikaanse Strijdkrachten. Ook de Kleine afgelegen eilanden van de Verenigde Staten behoren tot het militair ordinariaat. Het staat als immediatum onder rechtstreeks gezag van de Heilige Stoel.

## Geschiedenis
Het ordinariaat werd op 8 september 1957 door paus Pius XII als militair vicariaat opgericht. De Heilige Stoel en de Verenigde staten kwamen overeen dat de zetel in Washington D.C. zou komen. Het ordinariaat werd op 21 juli 1986 door paus Johannes Paulus II met de apostolische constitutie Spirituali militum curae verheven tot aartsbisdom.

## Bisschoppen van het militair ordinariaat
- 1917-1919: Patrick Joseph Hayes (hulpbisschop van New York, titulair bisschop van Thagaste)
- 1939-1967: Francis Spellman (aartsbisschop van New York)
- 1968-1983: Terence Cooke (aartsbisschop van New York)
- 1985-1991: John Joseph Thomas Ryan (titulair bisschop van Gabii)
- 1991-1997: Joseph Thomas Dimino (titulair bisschop van Hyccarum)
- 1997-2007: Edwin Frederick O'Brien
- 2007-heden: Timothy Broglio

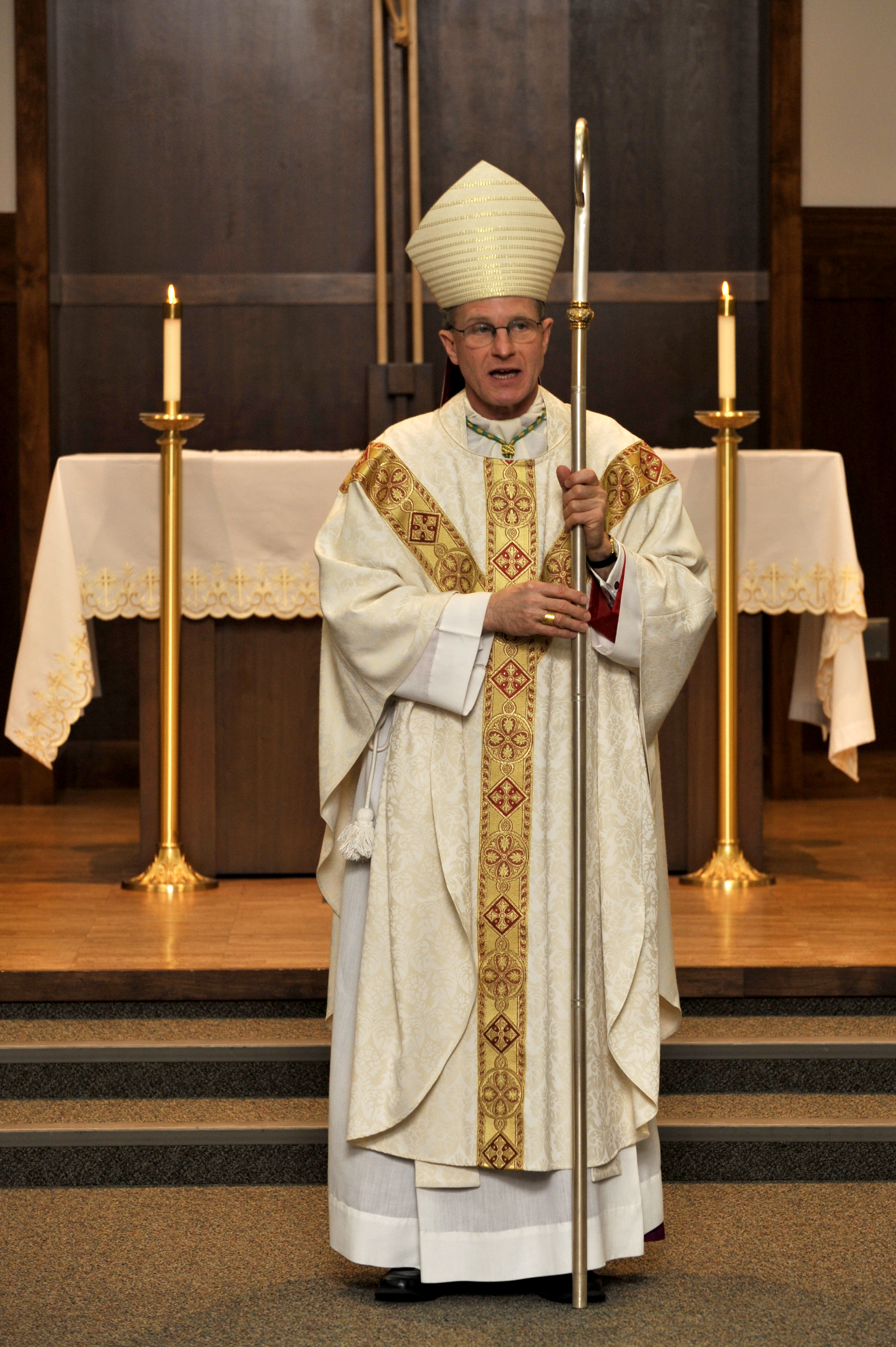
Aartsbisschop Timothy Broglio
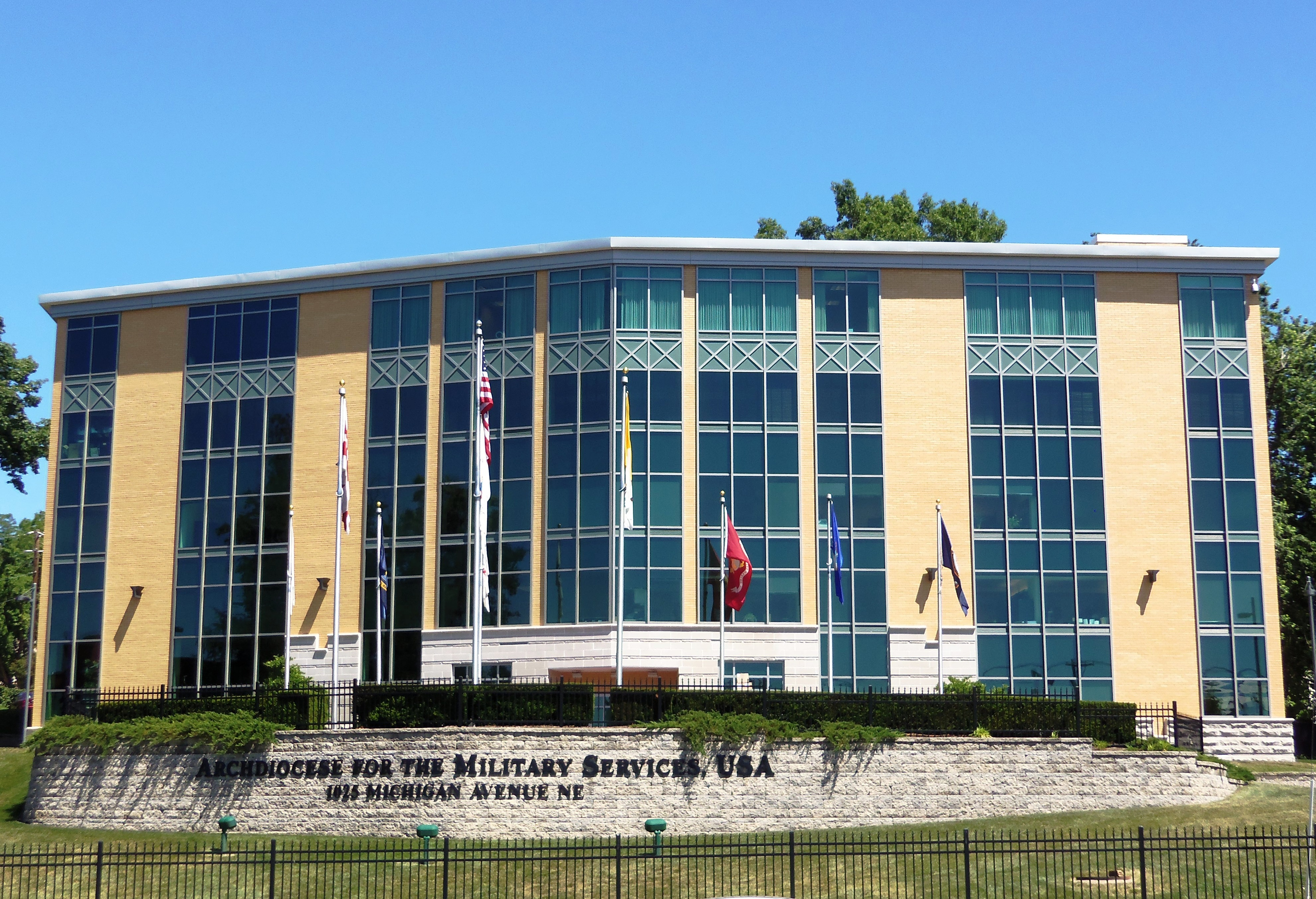
Kantoor van het militair ordinariaat in Washington D.C.